# Khentkaus I
Khentkaus I, també coneguda com a Khentkawes, va ser reina de l'antic Egipte a cavall de quarta dinastia i la cinquena o. Segons algunes interpretacions podria haver estat filla del faraó Micerí, esposa de Shepseskaf i mare d'Userkaf. La seva mastaba a Guiza - la tomba LG100 - es troba, al complex funerari del camp central, molt a prop de complex de la piràmide de Micerí. Aquesta estreta connexió pot apuntar a una relació familiar, però no està molt clar exactament quina mena de relació és.

## Vida
La proximitat del complex de la piràmide de Khentkaus a la del rei Micerí ha donat lloc a la conjectura que podria haver estat la seva filla. És possible que es casés amb el rei Userkaf i pot haver estat la mare de Sahure i Neferirkare Kakai. Verner ha declarat que és més probable però, que Sahure fos fill d'Userkaf i la seva dona Neferhetepes. També s'ha suggerit que Khentkaus podria haver estat mare i regent de Thampthis i també mare de Neferirkare Kakai. La llista de Reis de Manetó apunta el regnat de Micerí i de Thampthis dins de la quarta dinastia, i això la lligaria al final de la quarta dinastia.
Khentkaus sembla haver servit com a regent i fins i tot pot haver adquirit títols regis. Alguns dels seus títols són ambigus i pel que sembla oberts a la interpretació.

## Títols
- Mare del Rei (mwt-niswt)
- Mare dels Dos Reis Duals (mwt-nswy-bitwy) o Rei Dual i Mare del Rei Dual (nsw-bity mwt-nsw-bity)[5][2]

## Teories sobre Khentkaus I
El "problema de Khentkaus" té una llarga història. En la dècada del 1930 Hassan va proposar que Khentkaus havia de ser una de les filles de Micerí, i que es va casar primer amb Shepseskaf i després amb Userkaf. Ventikiev va ser el primer a suggerir que el títol MWt nswt bity nswt bity s'ha d'entendre com "la mare de dos reis de l'Alt i Baix Egipte".
Junker creu que l'existència del poble de la piràmide suggereix que Khentkaus era una persona molt important i que els títols han de ser interpretats com a "Rei de l'Alt i del Baix Egipte" i "Mare del Rei de l'Alt i del Baix Egipte". També suggereix que era filla de Micerí i germana de Shepseskaf.
Borchardt suggereix que Shepseskaf era un plebeu que es va casar amb Khentkaus, la filla del rei. Pensa a més que Sahure i Neferirkare Kakai eren fills de Shepseskaf i de Khentkaus. Borchardt conjectura també que Userkaf podia haver estat algú de fora de l'entorn reial que va ser capaç d'aconseguir el tron perquè Sahure i Neferirkare eren encara massa joves per a ascendir al tron quan Shepseskaf va morir.
Grdseloff va proposar que Shepseskaf i Khentkaus eren el fill i la filla de Micerí, i que Userkaf era un príncep d'una altra branca de la família reial que va pujar al tron quan es va casar amb Khentkaus, la vídua real i la mare dels hereus al tron.
Altenmüller suggereix que Khentkaus no era altra que la dama Redjedjet que s'esmenta al Papir Westcar. També suggereix que Khentkaus era mare d'Userkaf, Sahure i Neferirkare Kakai.
Kozloff presenta la teoria que Shepseskaf era el fill de Menkaure amb una esposa secundària que va arribar al tron després de la mort del fill hereu, Khuenre. Shepseskaf es va casar amb Khentkaus, la filla de Micerí. I que amb la mort prematura de Shepseskaf, Khentkaus es casa amb el Summe Sacerdot de Re per assegurar el tron per als seus dos fills.
Callender destaca el fet que el nom de Khentkaus "mai aparegui escrit dins d'un cartutx" com a prova del fet que mai arribés a governar a Egipte. En lloc d'això prefereix llegir el títol de MWt nswt bity nswt bity com a "mare de dos reis de l'Alt i del Baix Egipte". Va pensar que Khentkaus havia de ser filla de Micerí i l'esposa de Shepseskaf o de Thampthis. Va assenyalar Userkaf i Neferirkare com els dos fills de Khentkaus que s'esmenten al títol.

## Tomba
Khentkaus va ser sepultada a Guiza. La seva tomba es coneix com a LG 100 i G 8400 i està situada al "camp central" (Central Field, nom oficial en anglès), una àrea plena de tombes que forma part del conjunt de la Necròpolis de Guiza. El complex de la piràmide de la reina Khentkaus inclou la piràmide, el fossar d'una barca, un temple de la vall i un poble de la piràmide.

### El complex piramidal de Khentkaus I

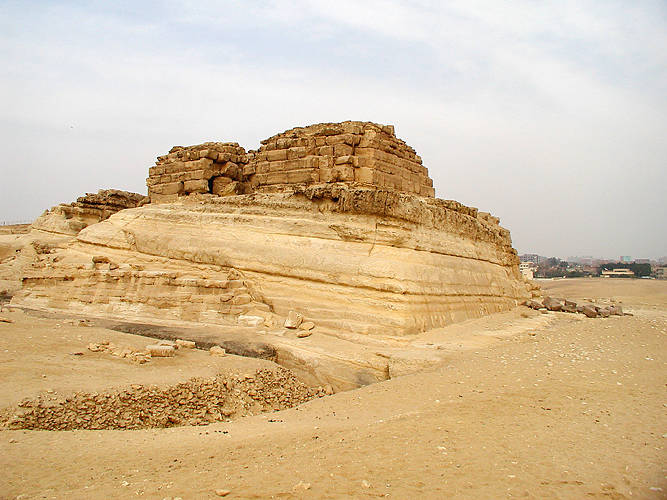
Tomba de Khentkaus I a Guiza

El complex de la piràmide consta de la piràmide, una capella, una barca solar, un poble de la piràmide, un dipòsit d'aigua i graners.
La piràmide va ser descrita originalment al segle xix com una piràmide inacabada i s'havia conjecturat que va pertànyer al rei Shepseskaf. La piràmide va ser excavada per Selim Hassan a partir de 1932. La tomba va obtenir la nomenclatura LG 100 de l'expedició de Lepsius.
La capella constava d'una sala principal i d'una capella interior. Un passadís excavat al terra de la capella interior duu a la cambra funerària. El terra de la capella estava cobert de pedra calcària extreta de la pedrera de Tura. Les parets estaven cobertes de relleus, però les escenes estan molt malmeses. Quedaven fragments d'aquests relleus en runes quan la tomba va ser excavada per Selim Hassan. El passadís que mena a la cambra funerària i la mateixa cambra estan recoberts amb granit vermell. El passadís fa de 5,6 m de llarg i descendeix per sota de l'estructura principal de la piràmide. La cambra funerària és gran i s'assembla molt a la cambra funerària de la mastaba del rei Shepseskaf a Saqqara. La cambra funerària possiblement albergava un sarcòfag d'alabastre, es van trobar moltes peces a la sorra i a la runa que omplien la sala.
La cambra també contenia un petit escarabat fet d'una pedra calcària marró. L'estil de l'artesania de la peça fa pensar que es va crear durant la dotzena dinastia. Això ha fet creure a alguns que la tomba podia haver estat reutilitzada per a enterraments posteriors.
El fossar de la barca solar està situat al sud-oest de la piràmide. Un forat que mesura uns 30,25 m de llarg i 4,25 m de profunditat va ser tallat a la roca. La proa i la popa de l'embarcació van ser aixecades i la barca sembla haver tingut un sostre. Pot representar el vaixell que el déu-sol Ra fa servir durant la nit. Si fos així podria existir un segon vaixell, el que du el déu durant el dia.
Immediatament a l'est de la piràmide es troba un poble de la piràmide. El poble es presenta al llarg de diversos carrers que divideixen el poble en grups de cases. Aquestes cases tenien els seus propis magatzems i graners. El poble va ser construït a partir de maons de fang sense coure, i les superfícies estaven cobertes d'un pegat groc. El poble va servir probablement per a les cases dels sacerdots i agents del complex de la piràmide. El poble de la piràmide va ser construït a finals de la  quarta o principis de la cinquena dinastia i sembla haver estat funcionant bé durant la sisena dinastia.

### El temple de la vall de Khentkaus I
Una calçada connecta la capella de la piràmide amb el temple de la vall de Khentkaus. El temple és a prop del temple de la vall de Micerí, fet que suggereix una estreta relació entre Khentkaus i Micerí. Davant del temple es va descobrir una petita estructura coneguda com la "tenda de rentada de la reina Khentkaus". Aquesta estructura seria el lloc on s'hauria portat el cos de la reina difunta per a ser purificat abans de ser embalsamat. Entre les runes que omplen aquesta cambra es troben molts fragments d'atuells de pedra, fragments de ceràmica i instruments de sílex. Al sòl hi ha l'obertura d'un desguàs de pedra calcària que s'estén cap avall, sota el terra, a una distància de 7-20 metres que desemboca en una gran dipòsit rectangular. El drenatge està cobert per seccions arquejades del mateix material, que en conjunt formen una canonada de pedra gairebé circular. Tot i que no és de cap manera el canal més antic d'aigua subterrània conegut en l'arquitectura funerària egípcia, segons Hassan sí que és el primer d'aquest particular tipus i construcció.
Tant el temple de la vall de Khentkaus com el de Menkaure van ser construïts parcialment amb tova i es van acabar amb pedra calcària blanca i alabastre. L'entrada principal es troba al costat nord, tret que la diferencia de la majoria de construccions funeràries on l'entrada principal està orientada habitualment cap a l'est. Quan s'entra al temple de la vall per la porta principal, s'ha de pujar una àmplia calçada pavimentada amb maons que s'estén des de la vall en direcció oest. La porta es va embellir amb un pòrtic sostingut per dues columnes. Quan es travessa la porta, s'arriba a un vestíbul, el sostre del qual es recolzava sobre quatre columnes. Prop de la porta hi havia hagut una estàtua del rei Khefren (pare de Micerí). Al pòrtic del temple es van trobar les restes d'una estàtua d'un rei (possiblement Kefrén) i el cos d'una estàtua de l'esfinx. El vestíbul s'obre a un celobert que al seu torn conduïa als magatzems.